# Ungarische Badmintonmeisterschaft 2012
Die Ungarische Badmintonmeisterschaft 2012 fand am 31. März und 1. April 2012 in Budapest statt.

## Sieger und Platzierte
| Disziplin    | Gold                      | Silber                       | Bronze                               |
| ------------ | ------------------------- | ---------------------------- | ------------------------------------ |
| Herreneinzel | Henrik Tóth               | Gergely Krausz               | Kristóf Horváth                      |
| Herreneinzel | Henrik Tóth               | Gergely Krausz               | Csaba Szikra                         |
| Dameneinzel  | Orsolya Varga             | Mónika Szőke                 | Ágnes Kőrösi                         |
| Dameneinzel  | Orsolya Varga             | Mónika Szőke                 | Ágnes Németh                         |
| Herrendoppel | András Németh Henrik Tóth | Kristóf Horváth András Sinka | Balázs Boros Ákos Varga              |
| Herrendoppel | András Németh Henrik Tóth | Kristóf Horváth András Sinka | Norbert Megyesi János Márk Megyesi   |
| Damendoppel  | Réka Sárosi Laura Sárosi  | Sára Fekete Zsófia Horváth   | Csilla Gondáné Fórián Zsuzsa Czifra  |
| Damendoppel  | Réka Sárosi Laura Sárosi  | Sára Fekete Zsófia Horváth   | Melinda Keszthelyi Mónika Szőke      |
| Mixed        | Henrik Tóth Sára Fekete   | Ákos Varga Orsolya Varga     | János Márk Megyesi Ágnes Kőrösi      |
| Mixed        | Henrik Tóth Sára Fekete   | Ákos Varga Orsolya Varga     | Gergely Krausz Csilla Gondáné Fórián |